# 氯化二茂钛
氯化二茂钛是一种有机钛化合物，化学式为[(C5H5)2TiCl]2，它以二聚体的形式存在。它是对空气敏感的绿色固体，在有机合成化学中用作单电子还原剂。
它最初由杰弗里·威尔金森于1955年报道，它可由锌、锰或镁还原二氯二茂钛制得。在有机合成中，它常原位反应得到。